# Поповача
Поповача је град у Мославини, Сисачко-мославачка жупанија, Хрватска. Статус града стекла је 2013. године, а до тада је имала статус општине. До нове територијалне организације, била је део бивше велике општине Кутина.

## Становништво
На попису становништва 2011. године, општина Поповача је имала 11.905 становника, од чега у самој Поповачи 4.207.

### Попис 2001.
По попису становништва из 2001. године, општина Поповача је имала 12.701 становника, од чега у самој Поповачи 4.312.

### Попис 1991.
До нове територијалне организације у Хрватској, општина Поповача се налазила у саставу бивше велике општине Кутина.
Национални састав општине Поповача, по попису из 1991. године је био следећи:
| година пописа | укупно | Хрвати          | Срби        | Југословени | остали      |
| ------------- | ------ | --------------- | ----------- | ----------- | ----------- |
| 1991.         | 11.822 | 11.012 (93,14%) | 162 (1,37%) | 71 (0,60%)  | 577 (4,88%) |

На попису становништва 1991. године, насељено место Поповача је имало 3.596 становника, следећег националног састава:
| Попис 1991.‍   | Попис 1991.‍  | Попис 1991.‍ | Попис 1991.‍ | Попис 1991.‍ |
| ------------- | ------------ | ----------- | ----------- | ----------- |
|               |              |             |             |             |
| Хрвати        | Хрвати       |             | 3.149       | 87,56%      |
| Срби          | Срби         |             | 119         | 3,30%       |
| Југословени   | Југословени  |             | 45          | 1,25%       |
| Муслимани     | Муслимани    |             | 19          | 0,52%       |
| Чеси          | Чеси         |             | 15          | 0,41%       |
| Албанци       | Албанци      |             | 11          | 0,30%       |
| Мађари        | Мађари       |             | 10          | 0,27%       |
| Италијани     | Италијани    |             | 9           | 0,25%       |
| Роми          | Роми         |             | 6           | 0,16%       |
| Словаци       | Словаци      |             | 5           | 0,13%       |
| Словенци      | Словенци     |             | 5           | 0,13%       |
| Црногорци     | Црногорци    |             | 4           | 0,11%       |
| Македонци     | Македонци    |             | 3           | 0,08%       |
| Немци         | Немци        |             | 2           | 0,05%       |
| Пољаци        | Пољаци       |             | 2           | 0,05%       |
| Украјинци     | Украјинци    |             | 2           | 0,05%       |
| Руси          | Руси         |             | 1           | 0,02%       |
| Русини        | Русини       |             | 1           | 0,02%       |
| остали        | остали       |             | 1           | 0,02%       |
| неопредељени  | неопредељени |             | 65          | 1,80%       |
| регион. опр.  | регион. опр. |             | 2           | 0,05%       |
| непознато     | непознато    |             | 120         | 3,33%       |
| укупно: 3.596 |              |             |             |             |